# Vorstendom Palts-Simmern-Zweibrücken
Het vorstendom Palts-Simmern-Zweibrücken (Duits: Fürstentum Pfalz-Simmern-Zweibrücken) was een wereldlijk rijksvorstendom in het Heilige Roomse Rijk dat bestond tussen 1410 en 1459. Het vorstendom werd geregeerd door het huis Palts-Simmern, een zijlinie van het huis Wittelsbach. Palts-Simmern-Zweibrücken had geen vaste hoofdstad; het hof reisde van kasteel naar kasteel. Simmern en later Meisenheim waren de belangrijkste verblijfplaatsen.
Het vorstendom bestond uit verschillende niet-aaneengesloten gebieden, waaronder Simmern in de Hunsrück, landerijen rond de Donnersberg en het graafschap Zweibrücken. Door de erfenis van het graafschap Veldenz breidde het vorstendom zich uit met Veldenz aan de Moezel en uitgestrekte gebieden langs de Glan. Daarnaast viel ook een aandeel aan het graafschap Sponheim aan de Nahe toe aan Palts-Simmern-Zweibrücken.
Palts-Simmern-Zweibrücken ontstond in 1410, na de verdeling van de Palts onder de vier overlevende zonen van rooms-koning Ruprecht van de Palts. Bij de deling viel het vorstendom Simmern-Zweibücken aan paltsgraaf Stefan. Door zijn huwelijk met erfdochter Anna van Veldenz had hij daarnaast nog uitzicht op de erfenis van Veldenz en een deel van Sponheim. In 1444 overleed Anna's vader Frederik III van Veldenz en erfde Stefan diens gebieden. Stefan trad in 1453 af en droeg de regering over aan zijn twee zoons, Frederik I van Simmern en Lodewijk I van Zweibrücken. Na Stefans dood in 1459 werd Palts-Simmern-Zweibrücken definitief verdeeld in Palts-Simmern en Palts-Zweibrücken.

## Geschiedenis

Kaart van Palts na de deling van 1410.
Vostendom Simmern-Zweibrücken

### Deling van de Palts
Het keurvorstendom en Paltsgraafschap aan de Rijn was aan het begin van de 15e eeuw een van de invloedrijkste vorstendommen in het Heilige Roomse Rijk. Het bestond uit gebieden aan beide zijden van de Rijn, met de universiteitsstad Heidelberg als hoofdstad. Daarnaast behoorde ook de Opper-Palts in het noorden van Beieren tot de Palts. In 1400 werd keurvorst Ruprecht III met steun van de aartsbisschoppen van Mainz, Keulen en Trier zelfs tot rooms-koning gekozen. Hoewel Ruprecht als koning zijn gebieden sterk wist uit te breiden, drukten de kosten van het koningschap zwaar op zijn vorstendom. Toen Ruprecht in 1410 overleed waren geen van zijn zoons serieuze kandidaten voor het koningschap.
Twee dagen voor zijn dood, op 16 mei 1410, bepaalde rooms-koning Ruprecht in zijn testament dat zijn gebieden na zijn dood onder zijn vier nog levende zonen verdeeld moesten worden. Zeven raadsleden kregen de opdracht om een precieze verdeling uit te werken. Het stond vast dat Ruprechts oudste overlevende zoon, Lodewijk III, hem zou opvolgen als keurvorst en het grootste gedeelte van de Palts zou erven. Op 3 oktober 1410 werd de uiteindelijke verdeling doorgevoerd. Naast het kerngebied van de Palts, het Kurpräzipuum, erfde Lodewijk III nog de meeste Rijkspanden die zijn vader had verworven, evenals een aantal andere gebieden.
Ruprechts drie andere overlevende zonen kregen gebieden aan de randen van het keurvorstendom toegewezen. Johan erfde het grootste gedeelte van de Opper-Palts en werd de eerste vorst van Palts-Neumarkt. Ruprechts jongste zoon Otto I kreeg het Vorstendom Palts-Mosbach met gebieden in de Kraichgau en het Odenwald. Stefan, de derde overlevende zoon van rooms-koning Ruprecht, erfde een sterk versnipperd vorstendom ten westen van Rijn. Het bestond uit landerijen in de Hunsrück met Simmern, gebieden rond de Donnersberg, Kirkel, een aantal kastelen in de zuidelijke palts en de helft van Guttenberg, Falkenburg en Haßloch. Ook kreeg Stefan het recht om Zweibrücken terug te kopen van de hertog van Lotharingen.

### Vereniging met Veldenz
Op 13 juni trouwde Stefan in Heidelberg met Anna, de enige dochter en erfgename van graaf Frederik III van Veldenz. Door zijn huwelijk had Stefan uitzicht op de erfenis van het graafschap Veldenz, dat bestond uit Veldenz aan de Moezel en uitgestrekte gebieden rondom Meisenheim en Kusel. Daarnaast hadden de graven Veldenz ook aanspraken op de opvolging in Sponheim, een graafschap aan de Nahe. In 1419 benoemde Frederik III zijn schoonzoon tot mede-regent in Veldenz.
Stefans politiek was erop gericht om zijn versnipperde gebieden door middel van aankopen en leenovereenkomsten verder uit te breiden. In 1416 kocht hij het graafschap Zweirücken terug van de hertog van Lotharingen, die het sinds 1393 in pandbezit had. In 1420 kon hij zijn bezittingen rond Simmern uitbreiden door de aankoop van de helft van het gerecht Kumbd. Het klooster Kumbd zelf stond onder voogdij van de paltsgraven van Simmern.
Stefan werkte zeer nauw samen met zijn schoonvader Frederik III. Vanaf 1442 resideerden ze samen in Kasteel Landsberg en bestuurden ze hun gebieden gemeenschappelijk. Omdat de kosten van de hofhouding op het kasteel te hoog werden, besloten Stefan en zijn schoonvader om hun residentie naar Meisenheim te verplaatsen.
In 1448 erfde Stefan samen met zijn jongere broer Otto I van Palts-Mosbach het vorstendom Palts-Neumarkt in de Opper-Palts van zijn neef Christoffel, die onverwachts en kinderloos overleden was. Stefan verkocht zijn aanspraken echter voor 96.000 goudgulden aan Otto I, wiens landen dichter bij de Opper-Palts gelegen waren.

### Opdeling in Simmern en Zweibrücken
Na de dood van zijn schoonvader Frederik III in 1444 erfde Stefan het graafschap Veldenz en een deel van Sponheim. In zijn testament had Frederik III geadviseerd om de graafschappen te verdelen. Stefan bevestigde op 16 september in een oorkonde dat zijn gebieden onder zijn twee wereldlijk gebleven zoons verdeeld zouden worden. Wanneer deze deling plaats zou vinden had hij echter niet vastgelegd. Voorlopig kreeg Stefans oudste zoon Frederik het bestuur over Sponheim toegewezen, terwijl Lodewijk het kasteel Lichtenberg kreeg. In 1453 trad Stefan af en droeg hij het bestuur over aan Lodewijk.
Toen Stefan zes jaar later overleed werd de deling uitgevoerd. Behalve Sponheim erfde Frederik zijn vaders gebieden in de Hunsrück rond Simmern, Stormberg en Bolanden. Lodewijk kreeg Zweibrücken, het graafschap Veldenz en een aantal kleinere gebieden in de Elzas.

## Heerser
- 1410 - 1453: Stefan
- 1453 - 1459: Lodewijk